# Chamalières
Chamalières là một xã trong tỉnh Puy-de-Dôme, thuộc vùng hành chính Auvergne-Rhône-Alpes của nước Pháp, có dân số là 20.996 người (thời điểm 2002). Xã nằm ở ngoại ô phía tây của thành phố Clermont-Ferrand trên đường đi đến ngọn núi lửa Puy de Dôme.

## Nhân khẩu học
| 1946  | 1962  | 1968  | 1975  | 1982  | 1990  | 1999  |
| ----- | ----- | ----- | ----- | ----- | ----- | ----- |
| 11216 | 14837 | 17775 | 18075 | 17486 | 17301 | 18136 |